# Đông Cương
Đông Cương là một phường thuộc thành phố Thanh Hóa, tỉnh Thanh Hóa, Việt Nam.

## Địa lý
Phường Đông Cương nằm ở phía bắc thành phố Thanh Hóa, có vị trí địa lý: 
- Phía đông giáp phường Hàm Rồng
- Phía tây giáp huyện Thiệu Hóa và phường Đông Lĩnh
- Phía nam giáp phường Đông Thọ
- Phía bắc giáp phường Thiệu Dương và xã Thiệu Vân.

Phường Đông Cương có diện tích 6,54 km².

### Dân cư
Tính đến ngày 31/12/2022, phường Đông Cương có quy mô dân số là 14.351 người (bao gồm dân số thường trú là 12.919 người, dân số tạm trú quy đổi là 1.432 người), mật độ dân số đạt 2.194 người/km².
Theo Tổng điều tra dân số và nhà ở năm 2019, phường Đông Cương có dân số là 11.085 người. Mật độ dân số đạt 1.695 người/km².
Dân số năm 2012 là 16.800 người, mật độ dân số đạt 2.467 người/km².
Dân số năm 2009 là 10.592 người, mật độ dân số đạt 1.558 người/km².
Dân số năm 1999 là 8.930 người, mật độ dân số đạt 1.313 người/km².

## Lịch sử
Địa bàn phường Đông Cương ngày nay được tạo thành bởi 3 làng Đại Khối, Định Hòa và Hạc Oa thuộc tổng Thọ Hạc, phủ Đông Sơn trước năm 1945.
Sau Cách mạng Tháng Tám năm 1945, chính quyền chia tổng Thọ Hạc thành 4 xã: Long Cương, Nam Sơn Thọ, Song Lĩnh và Vân Sơn. Hai làng Hạc Oa, Định Hòa khi ấy thuộc xã Long Cương, còn làng Đại Khối thuộc xã Song Lĩnh.
Tháng 8 năm 1948, 2 xã Long Cương và Nam Sơn Thọ sáp nhập thành xã Đông Thọ, 2 xã Song Lĩnh và Vân Sơn sáp nhập thành xã Đông Lĩnh (cùng thuộc huyện Đông Sơn). Lúc đó, hai làng Định Hòa và Hạc Oa thuộc xã Đông Thọ, làng Đại Khối thuộc xã Đông Lĩnh.
Tháng 10 năm 1953, thành lập xã Đông Cương gồm 3 làng Đại Khối, Định Hòa và Hạc Oa với dân số là 3.565 người (thuộc huyện Đông Sơn).
Ngày 5 tháng 7 năm 1977, huyện Đông Thiệu được thành lập trên cơ sở sáp nhập 16 xã hữu ngạn sông Chu thuộc huyện Thiệu Hóa vào huyện Đông Sơn. Xã Đông Cương thuộc huyện Đông Thiệu.
Ngày 30 tháng 8 năm 1982, huyện Đông Thiệu đổi tên thành huyện Đông Sơn. Xã Đông Cương thuộc huyện Đông Sơn.
Ngày 6 tháng 12 năm 1995, Chính phủ ra Nghị định số 85-CP điều chỉnh địa giới để mở rộng thành phố Thanh Hóa. Theo đó, chuyển xã Đông Cương về địa giới hành chính thành phố Thanh Hóa.
Ngày 19 tháng 8 năm 2013, thành lập phường Đông Cương thuộc thành phố Thanh Hóa trên cơ sở toàn bộ diện tích tự nhiên và dân số của xã Đông Cương.

## Hành chính
Phường Đông Cương được chia thành 10 tổ dân phố: 1, 2, 3, 4, 5, 6, 7, 8, Đình Hương 1, Đình Hương 2.

## Làng hoa Đông Cương
Làng hoa Đông Cương được hình thành vào những năm đầu của thập niên 1990, được coi là làng hoa lớn nhất tỉnh Thanh Hóa. Trong những năm đầu hình thành, hoa được trồng chủ yếu để phục vụ người dân xung quanh vào các dịp lễ, tết. Đến năm 2024, toàn phường Đông Cương có hơn 200 hộ chuyên canh hoa trên diện tích gần 100 ha.

## Di tích
Phường Đông Cương có 4 di tích được xếp hạng là chùa Tăng Phúc, nghè Thổ Sơn, chùa Hương Long và đền thờ Tướng công Lê Thành (một danh tướng Triều Lê).

## Địa phương kết nghĩa
- Xã Thiệu Vân (thành phố Thanh Hóa, tỉnh Thanh Hóa).[14]
- Phường Cẩm Châu (thành phố Hội An, tỉnh Quảng Nam).[14]